# Thierry Bourdin
Pour les articles homonymes, voir Bourdin.
Thierry Bourdin, né le 30 octobre 1962 à Clermont-Ferrand, est un lutteur libre français.
Il remporte la médaille de bronze des Championnats d'Europe de lutte 1991 en catégorie des moins de 52 kg.
Il participe aux Jeux olympiques d'été de 1984, 1988 et 1992.